# ロタ (チリ)
ロタ（スペイン語: Lota）は、チリのビオビオ州にある都市。アラウコ湾に臨む。

## 歴史
1662年10月12日にアンヘル・デ・ペレード総督が建設したサンタ・マリア・デ・グアダルーペを前身とするが、アラウコ戦争で壊滅した。19世紀中ごろに炭鉱の町として発展し、1875年1月5日に町制施行、1881年11月30日には市に昇格した。市名はマプチェ語で「小さな村」を意味する Louta に由来するとされる。
市内の炭鉱はサルバドール・アジェンデ政権時に一度国有化されたが、アウグスト・ピノチェトのもとで再び民営化された。石炭資源が枯渇しかけた1990年代、追い討ちをかけるようにコロンビア産の安価な石炭が出回るようになったため、鉱山は閉鎖され、住民は貧困に落ち込んだ。
今日、ロタはチリで最も貧しい都市のひとつで、観光を軸に経済の活性化を図っている。見どころとしては、炭鉱跡やホワイト・ビーチ、コウシーニョ家の手になるロタ公園、それにロタ歴史博物館がある。また、チビリンゴ水力発電所はトーマス・エジソンの設計で1897年につくられた、チリ初の水力発電施設である。近年、町はコンセプシオン大都市圏の一部とみなされるようになった。

## 人口統計
国立統計研究所が行った2002年の国勢調査によると、ロタ市の面積は135.8平方キロ、人口は4万9089人（男性2万3944人、女性2万5145人）である。このうち、都市部には4万8975人 (99.8%) が、農村部には114人 (0.2%) が住んでいる。前回の1992年の調査に比べ、人口は2.3%減少した。

## 行政
ロタ市は議会が行政を司り、四年ごとに選挙で選ばれる市長が統率する第三級行政区画に位置づけられる。現在の市長はパトリシオ・マルチャント・ウジョーア（無所属）である。
国政では、上院の第13選挙区（ビオビオ州沿岸部）と下院の第46選挙区（ほかにレブ、アラウコ、クラニラウェ、ロス・アラモス、カニェーテ、コントゥルモ、ティルア）に属する。第13区選出の上院議員はビクトール・ペレス・バレラ（独立民主連合）とマリアーノ・ルイス＝エスキーデ・ハラ（キリスト教民主党）、第46区選出の下院議員はマヌエル・モンサルベ（チリ社会党）とイバン・ノランブエナ（独立民主連合）である。